# 王宏淼
王宏淼，中国经济学家，中国社会科学院经济研究所研究员。目前兼任中国社科院上市公司研究中心副主任。2005年获得中国人民大学经济学博士学位，此后进入中国社科院经济所从事博士后研究，2007年出站后留在该所工作。历任副研究员、研究员、经济增长理论研究室副主任。2012-2013年间，赴美国哈佛大学费正清中心访学一年。
从事多项中国国家社科基金重大招标课题的研究与中央政府、省市地方政府课题的政策咨询工作，发表出版《全球失衡下的中国双顺差之谜》、《中国经济增长前沿II》、《厦门降成本评估与政策研究》等多部独著、合著及系列论文。